# Tutuş
Tekis (mort en 1095) est un émir seldjoukide de Damas (1078-1095) et d'Alep (1086-1095), fils d’Alp Arslan et frère de Malik Chah Ier. En 1092, son frère le reconnait comme sultan de Syrie.

## Biographie
En 1078, Sharaf al-Dawla Muslim ibn Quraish, roi ’oqailide de Mossoul, veut profiter de l’expansion des Seldjoukides en Anatolie et de l’antagonisme entre les Seldjoukides de Perse et ceux de Roum pour se tailler un royaume dans la Syrie du Nord et s’allie à Tutuş, frère du sultan Malik Chah Ier, pour assiéger Alep. Durant le siège, Sharaf al-Dawla se rend compte du danger résultant de l’installation d’un seldjoukide en Syrie et abandonne le siège. Resté seul avec son armée, Tutuş ne peut pas espérer prendre la ville et lève le siège. L’année suivante, l’émir d’Alep remet sa ville à Sharaf al-Dawla, qui obtient ainsi le résultat escompté.
Tutuş ne reste pas sur cet échec et se rend en Syrie du Sud, où règne déjà Atsiz ibn Abaq, un capitaine turc qui avait conquis la Palestine (1071) puis Damas et la Syrie du Sud (1075) aux califes fatimides d’Égypte et qui gouvernait ces pays officiellement sous la dépendance du grand seldjoukide, mais qui jouissait d’une véritable indépendance. En 1077, après avoir repris Jérusalem en révolte et massacré une importante partie de sa population, il tente de conquérir l’Égypte, mais se heurte à une armée puissante qui le repousse et assiège Damas. C’est alors qu’il appelle Tutuş à son secours, dont l’arrivée oblige les Égyptiens à lever le siège, qui s’installe alors comme émir de Damas. Trouvant la présence d’Atsiz gênante, Tutuş ne tarde pas à le faire assassiner et nomme un de ses officiers, Ortoq ibn Aksab comme gouverneur de Jérusalem.
Sept ans plus tard, le seldjoukide de Rum Süleyman Ier, occupe la totalité de l’Anatolie, et ne pouvant ou ne voulant pas assiéger Byzance, tourne ses ambitions en direction de la Syrie. Menacés, des habitants d’Alep demandent à Tutuş de les protéger. À la tête d’une armée, secondé par Ortoq, Tutuş se rend à Alep et affronte Süleyman dans les environs de la ville, bataille au cours de laquelle le sultan de Roum est tué. Il ne laisse qu’un fils, Kılıç Arslan Ier, qui est envoyé en résidence à Bagdad et le sultanat de Roum se retrouve sans maître. Tutuş s’empare de la Syrie du Nord et se proclame sultan de Syrie.
Mais Malik Chah ne souhaite pas la création d’un sultanat fort en Syrie le gouverneur de la citadelle d’Alep déclare qu’il ne remettra la citadelle qu’à Malik Chah. Ce dernier intervient dans les affaires de Syrie. Tout en reconnaissant la suzeraineté de Tutuş sur toute la Syrie, il oblige son frère à nommer des émirs sur les principales villes du nord de la Syrie : Aq Sunqur al-Hajib devient émir d’Alep, Yâghî Siyân est émir d’Antioche et Buzan émir d’Édesse. Cette division a pour conséquence le morcellement de la Syrie, et même si Tutuş réussit par la suite à l’unifier, cette unité ne résiste pas à sa mort. L’affaiblissement du sultanat de Roum et la division de la Syrie sont deux facteurs important du succès de la première croisade entre 1097 et 1099.
Malik Chah meurt le 19 novembre 1092, en désignant son dernier fils Mahmoud pour lui succéder, en suivant les intrigues de sa quatrième épouse. Mais les partisans du fils aîné Barkyaruq n’acceptent pas la succession et les deux factions livrent bataille à Burûjird en janvier 1093. Barkyaruq est vainqueur et devient le grand sultan. Son demi-frère et sa belle-mère meurent quelque temps plus tard, à la fin de 1094. Tutuch profite de ces difficultés pour tenter d’enlever des territoires à son neveu, prend Rahéba et Nisibe en février 1093, puis Mossoul en avril 1093. Mais, au moment de la confrontation avec Barkyaruq, les émirs Al Sunqur et Buzan, qu’il avait obligés à l’accompagner mais qui restaient fidèles aux enfants de Malik Chah, quittent son armée, l’obligeant à battre retraite.
En mai-juin 1094, il attaque Alep, capture Aq Sunqur et Buzan et les fait exécuter. Puis il marche vers la Perse, bien décidé à éliminer Barkyaruq et le combat à Reiy le 26 février 1095, mais il est tué au cours de la bataille. Ses fils se partagent ses possessions, Ridwan régnant sur Alep et Dukak sur Damas. Le pouvoir est confié à des Atabegs.

## Descendance
D’une première épouse, remariée ensuite à Djenah ed-Daula, émir d’Homs, il avait eu :
- Ridwan (mort en 1113), émir d’Alep

Une seconde épouse, remariée ensuite à Tughtekin, donna naissance à :
- Duqâq (mort en 1104), émir de Damas

Tutuch est également le père de :
- Abu Taleb, assassiné par Ridwan
- Behram, assassiné par Ridwan
- Baktak, né en 1092, émir de Damas en 1104